# James Dugundji
James Dugundji (* 30. August 1919 in New York City; † 8. Januar 1985) war ein US-amerikanischer Mathematiker, der sich mit Topologie und theoretischer Chemie befasste.

## Leben
Dugundji war der Sohn griechischer Einwanderer. Er studierte Mathematik an der New York University mit dem Bachelor-Abschluss 1940 und studierte danach an der University of North Carolina at Chapel Hill bei Witold Hurewicz. Nach Wehrdienst im Zweiten Weltkrieg bei der US Air Force setzte er 1946 sein Studium bei Hurewicz am Massachusetts Institute of Technology fort, an dem er 1948 mit der Dissertation Fundamental Group Properties for Spaces Which are Not LC(1) promoviert wurde. Den Rest seiner Karriere verbrachte er ab 1948 an der University of Southern California mit einer vollen Professur ab 1958.
Er ist bekannt als Autor eines Lehrbuchs über Allgemeine Topologie und einer Monographie über Fixpunktsätze der Topologie. Nach ihm ist der Fortsetzungssatz von Dugundji benannt. Er befasste sich auch mit Dynamischen Systemen, Funktionalanalysis und Anwendungen der Mathematik in Elektrotechnik, Geologie und theoretischer Chemie.
Er war lange Zeit Mitherausgeber des Pacific Journal of Mathematics und von Topology and its Applications. 1977 und 1980 erhielt er den Humboldt-Forschungspreis.

## Schriften
- Topology, Allyn and Bacon. 1966.
- mit Andrzej Granas: Fixed Point Theory. Band 1, Państwowe Wydawnictwo Naukowe, Warschau 1982, vollständige Ausgabe in der 2. Auflage, Springer, 2003
- mit I. Ugi, R. Kopp, D. Marquarding: Perspectives in Theoretical Stereochemistry. Springer, 1984.
- An extension of Tietze’s theorem. In: Pacific J. Math. Band 1, 1951, S. 353–367
- Absolute neighborhood retracts and local connectedness of arbitrary metric spaces. In: Compositio Mathematicae. Band 13, 1958, S. 229–246.